# Doppelkirche Althaldensleben

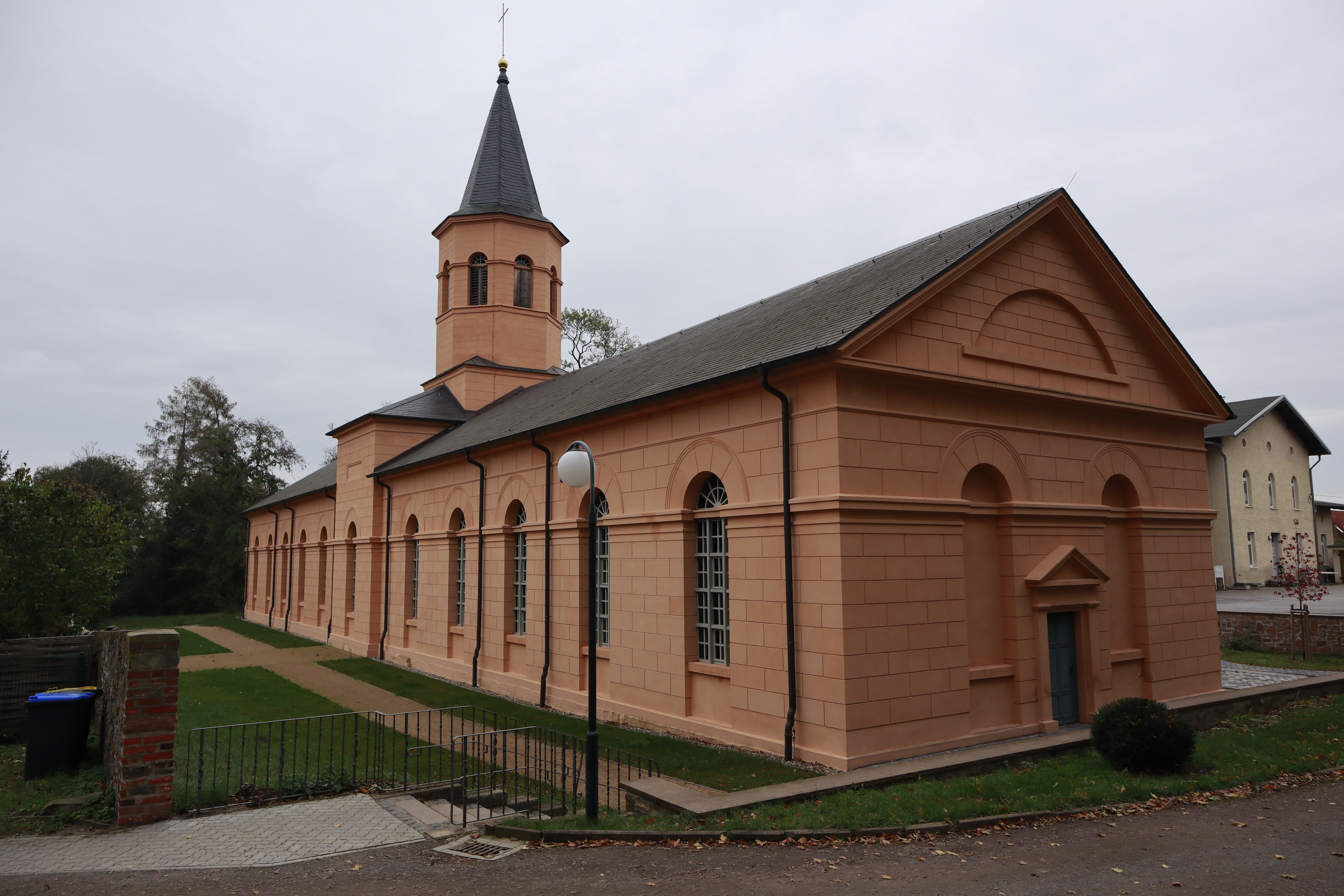
Doppelkirche Althaldensleben (vorne katholische Kirche, hinten evangelische Kirche)

Die Doppelkirche Althaldensleben – auch Schinkel-Simultan-Kirche genannt – ist die Kirche in Althaldensleben, einem Stadtteil von Haldensleben, der Kreisstadt des Landkreises Börde in Sachsen-Anhalt. Sie befindet sich an der Straße „Kirchgang“ und umfasst je eine evangelisch-lutherische und römisch-katholische Kirche, die durch einen simultan genutzten Glockenturm verbunden sind.

## Geschichte und Architektur
Die Doppelkirche entstand auf Veranlassung des Unternehmers und Grundbesitzers Johann Gottlob Nathusius (1760–1835), der 1810 die Gebäude des durch die Behörden des Königreichs Westphalen aufgelösten Klosters Althaldensleben gekauft hatte.
Die Kirche wurde nach 1825–1827 von Baukondukteur Lietzmann entworfenen und 1827–1829 von der Oberbaudeputation unter der Leitung von Karl Friedrich Schinkel überarbeiteten Plänen erbaut. Am 23. Juni 1828 erfolgte ihre Grundsteinlegung, und seit 1830 wird sie durch die beiden Kirchengemeinden genutzt.
Ein mittiger Eingangsbau mit achteckigem, behelmten Turmaufsatz wird seitlich von zwei Kirchenräumen – dreischiffige Hallen mit tonnengewölbtem Mittelschiff – flankiert. Vorbild war die Kirche im Kloster Althaldensleben, wo seit dem 17. Jahrhundert die Gottesdiensträume für die beiden Konfessionen durch eine Mauer getrennt waren. Von den Glocken stammt die älteste (1621) noch aus dem ehemaligen Kloster, drei weitere Stahlglocken wurden 1921 gegossen. Beide Kirchen wurden mit je einer Orgel der Haldensleber Orgelbaufirma Hülle ausgestattet.
Am 11. März 2008 wurde der „Förderverein Schinkel-Simultankirche Althaldensleben“ gegründet, er unterstützt den Erhalt der Kirche. In den Jahren 2009 bis 2011 erfolgte die bisher umfangreichste Sanierung, dabei wurden unter anderem die zuvor weißen Außenwände farbig gestrichen. Am 29. Mai 2011 wurden die evangelische Kirche durch Bischöfin Ilse Junkermann von der Evangelischen Kirche in Mitteldeutschland und die katholische Kirche durch Bischof Gerhard Feige vom Bistum Magdeburg wiedereröffnet.
Die Volkszählung in der Europäischen Union 2011 zeigte, dass von den 18.527 Einwohnern der Stadt Haldensleben 16,6 % der evangelisch-lutherischen Kirche und 3,6 % der römisch-katholischen Kirche angehörten. Die große Mehrheit der Haldenslebener Einwohner gehört heute keiner Religionsgemeinschaft an.

## Evangelische Kirche
Die evangelische Lutherkirche ist nach Martin Luther benannt und mit rund 125 Stühlen ausgestattet. Anfang der 1970er Jahre erhielt der Altarraum seine heutige Gestalt, 2012 wurde an der Rückwand des Altarraumes ein schlichtes Kreuz angebracht. Der Raum unter der Orgelempore ist vom Kirchenraum abgetrennt, er wird für Gemeindeveranstaltungen sowie als Winterkirche genutzt.
Die Kirchengemeinde gehört zur Region Mitte des Kirchenkreises Haldensleben-Wolmirstedt im Bischofssprengel Magdeburg der Evangelischen Kirche in Mitteldeutschland. Ihr Pfarrbereich umfasst außer der Lutherkirche auch die ehemalige Klosterkirche in Hillersleben, die Dorfkirche St. Andreas in Hundisburg, die Kirche in Neuenhofe, die St.-Johannes-Kirche in Vahldorf und die Kirche Unserer Lieben Frauen in Wedringen.

## Katholische Kirche
Die katholische Kirche „St. Johannes Baptist“ hat das Patrozinium Johannes des Täufers. Ihre Kirchenbänke bieten 78 Sitzplätze. Zur Innenausstattung gehören ferner eine etwa lebensgroße Statue des Kirchenpatrons, Johannes des Täufers, sowie eine Marienstatue, vor der Opferkerzen aufgestellt werden können. Eine kleine Statue unter der Orgelempore stellt die heilige Anna mit ihrer Tochter Maria dar.
Die dem Kloster Althaldensleben inkorporierte katholische Pfarrei blieb auch nach der Auflösung des Klosters weiter bestehen, sie bekam zunächst bis zum Bau der Doppelkirche die Klosterkirche als Pfarrkirche.
1858 war Franz Xaver Schulte, der spätere Generalvikar des Bistums Paderborn, als Kaplaneiverweser an der Kirche tätig.
1939 bekam die Pfarrei Althaldensleben („Haldensleben II“) in Haldensleben (bis 1938 Neuhaldensleben) eine Pfarrvikarie („Haldensleben I“) mit der St.-Liborius-Kirche. 1947 bekam die Pfarrei Althaldensleben in Eichenbarleben eine Kuratie, in der die St.-Benedikt-Kirche erbaut wurde. Auch die Wallfahrtskapelle „St. Anna“ auf Gut Glüsig wurde durch Geistliche der Pfarrei Althaldensleben betreut.
1968 wurde der Innenraum nach der Liturgiereform des Zweiten Vatikanischen Konzils umgestaltet. Im Zuge der jüngsten Renovierung wurde 2011 der Altarbereich durch die Magdeburger Künstlerin Maren-Magdalena Sorger neu gestaltet: Tabernakel, Altar, Ambo und das Altarbild wurden neu gefertigt, wobei die Farbe blau das Wasser und das Material Glas die Transzendenz symbolisieren soll. In diesem Zusammenhang wurde das rote Glas des Ewigen Lichts durch eine farblose Variante ersetzt. 2011 wurde auch die Orgel durch Orgelbauer Hans-Jürgen Vogel aus Thale restauriert und wieder spielbar gemacht.
Am 1. März 2007 wurde der Gemeindeverbund „Haldensleben – Eichenbarleben – Groß Ammensleben – Weferlingen – Wolmirstedt“ gegründet, zu dem von da an die Kirche gehörte. Damals gehörten zur Pfarrei „Haldensleben II“ (Althaldensleben) rund 470 Katholiken. Am 2. Mai 2010 entstand aus dem Gemeindeverbund die heutige Pfarrei „St. Christophorus“, die zum Dekanat Stendal des Bistums Magdeburg gehört und ihren Sitz an der Doppelkirche hat. Zu ihr gehören außer der Kirche „St. Johannes Baptist“ auch die Kirchen „Heilig Kreuz“ in Calvörde, „St. Nikolaus von der Flüe“ in Colbitz, „St. Benedikt“ in Eichenbarleben, „St. Peter und Paul“ in Groß Ammensleben, „St. Liborius“ in Haldensleben, „St. Josef und St. Theresia vom Kinde Jesu“ in Weferlingen, „St. Josef“ in Wolmirstedt sowie die Wallfahrtskapelle „St. Anna“ auf Gut Glüsig.